# Muzeum Jana Sarkandra w Skoczowie
Muzeum Jana Sarkandra w Skoczowie – muzeum parafialne w Skoczowie, poświęcone postaci św. Jana Sarkandra, którego kult zaczął się rozpowszechniać na Śląsku i Morawach od męczeńskiej śmierci w 1620 r.
Placówka mieści się w zabytkowej kamienicy z XVII w. przylegającej do ratusza w Skoczowie, gdzie w 1576 r. urodził się Jan Sarkander. Od 1890 r. jest tu kaplica pod wezwaniem tego świętego. Pomysł utworzenia muzeum zrodził się już przed II wojną światową, ale udało się go zrealizować dopiero w listopadzie 1994 r., gdy oddane zostały do użytku pomieszczenia parteru z przeznaczeniem na cele ekspozycyjne. Przez niemal cały rok placówka ta działała pod kuratelą Muzeum im. Gustawa Morcinka. Usamodzielniła się dopiero 1 września 1995 r. W stałej ekspozycji muzeum prezentuje historię życia i kultu świętego. Zgromadzone przedmioty pochodzą głównie z okolicznych kościołów – parafialnego w Skoczowie i św. Bartłomieja w Grodźcu Śląskim. Organizowane są także wystawy czasowe niezwiązane z postacią świętego, gdzie można oglądać współczesne malarstwo, grafikę, rzeźbę i fotografie. Z głównych eksponatów oglądać można:
- starodruki kościelne
- obrazy i rzeźby świętych
- XVII-wieczny konfesjonał
- tabernakulum i płaskorzeźba Jana Wałacha (1936)

Muzeum jest pierwszym punktem miejskiego  Spacerowego Szlaku Sarkandrowskiego wytyczonego w 1993 r. – oprowadzającego po najważniejszych punktach związanych z życiem i kultem świętego (m.in. ratusz z malowidłem przedstawiającym świętego, ulica jego imienia, kościół Znalezienia Krzyża Świętego – miejsce chrztu, kaplica na wzgórzu Kaplicówka, kościół parafialny, dom Sióstr Służebniczek Dębickich, którym patronuje święty i inne).
Właścicielem muzeum jest rzymskokatolicka parafia św. ap. Piotra i Pawła w Skoczowie